# Idioma rarámuri
El tarahumara o rarámuri es una lengua utoazteca hablada por unas 85 000 personas en el noroeste de México.

## Aspectos históricos, sociales y culturales

### Uso
El idioma de los rarámuris pertenece a la familia lingüística yuto-nahua. Según el Índice de Reemplazo Etnolingüístico su lengua sigue conservándose, pues se transmite de padres a hijos o los niños siguen hablando su lengua. Los datos censales muestran que 85 316 personas hablan la lengua tarahumara en el estado, de los cuales el 14.6 % no habla español y la cifra se eleva a 19% entre las mujeres.

### Dialectos
La clasificación de 2.5 a reconocimiento nacional
| Nombre                          | ISO-code | Localización                                                                                          | Hablantes                    |
| ------------------------------- | -------- | --- | ---------------------------- |
| Tarahumara central              | tar      | suroeste de Chihuahua.                                                                                | 55 000 (10 000 monolingües). |
| Tarahumara de las tierras bajas | tac      | Chihuahua.                                                                                            | 15 000                       |
| Tarahumara septentrional        | thh      | Chihuahua, pueblos de Santa Rosa Ariseachi, Agua Caliente Ariseachi, Bilaguchi, Tomochi, La Nopalera. | 300                          |
| Tarahumara del sureste          | tcu      | Chinatú, Chihuahua.                                                                                   | (sin estimación)             |
| Tarahumara del suroeste         | twr      | Chihuahua, pueblo de Tubare                                                                           | 100 (1983 SIL).              |

La lengua indígena de los rarámuris es el tarahumara. Esta lengua la encontramos en los estados del norte del país como Chihuahua, Sonora, Sinaloa y Durango.
- En el censo de población y vivienda del año de 1970 los hablantes mayores de 5 años se componían de 25 479 habitantes.
- En el censo de población y vivienda del año de 1990 los hablantes mayores de 5 años se componían de 54 431 habitantes.
- En el censo de población y vivienda del año de 2000 los hablantes mayores de 5 años se componían de 75 545 habitantes.
- En el censo de población y vivienda del año de 2005 los hablantes mayores de 5 años se componían de 75 371 habitantes.
- En el censo de población y vivienda del año de 2010 los hablantes mayores de 5 años se componían de 85 018 habitantes.

Estos datos son representativos únicamente para la lengua tarahumara.

## Fonología
El tarahumara tiene cinco timbres vocálicos: /a, e, i, o, u/. Distingue cantidad vocálica entre vocales largas y breves, y el acento es fonémico. El inventario de consonantes del tarahumara incluye:
|              | labial | labial | alveolar | alveolar | palatal | palatal | velar | velar | glotal | glotal |
| ------------ | ------ | ------ | -------- | -------- | ------- | ------- | ----- | ----- | ------ | ------ |
| oclusiva     | p      | p      | t        | t        |         |         | k     | k     | ʔ      | ʔ      |
| africada     |        |        | ʦ        | ʦ        |         |         |       |       |        |        |
| fricativa    |        |        | s        | s        |         |         |       |       | h      | h      |
| aproximantes | w :D.  | w :D.  | l, ɾ     | l, ɾ     | j       | j       |       |       |        |        |
| nasal        | m      | m      | n        | n        |         |         |       |       |        |        |

Además hay que señalar que:
- El fonema africado /ʦ/ suele transcribirse también /c/.
- El fonema /j/ se transcribe casi siempre como /y/.
- El fonema glotal /ʔ/ o saltillo se transcribe a veces como / ' /.